# Természettudományi enciklopédia
A Természettudományi enciklopédia egy 21. századi magyar nyelvű népszerű ismeretterjesztő könyvsorozat, amely a Kossuth Kiadó Rt. gondozásában Budapesten jelent meg 2008-ban. A sorozat részei a következők:
- 1. A világegyetem
- 2. Őslények és hüllők
- 3. Emlősök
- 4. Tűzhányók és földrengések
- 5. Madarak
- 6. Evolúció és genetika
- 7. Növények és gombák
- 8. Kőzetek és ásványok
- 9. Az emberi test 1.
- 10. Az emberi test 2.
- 11. Halak és kétéltűek
- 12. Gerinctelenek
- 13. Klíma
- 14. Energia és mozgás
- 15. A világűr felfedezése
- 16. Modern technológiák